# Dariusz Parylak
Dariusz Krzysztof Parylak (ur. 20 marca 1967 w Szczecinie) – żołnierz, polski oficer dyplomowany wojsk pancernych i zmechanizowanych, generał broni Wojska Polskiego, dowódca 14 batalionu Ułanów Jazłowieckich z 6 Brygady Kawalerii Pancernej (2002–2004), dowódca 11 Lubuskiej Dywizji Kawalerii Pancernej (2018–2020), dowódca 12 Dywizji Zmechanizowanej (2020-2022), szef sztabu w Dowództwie Generalnym Rodzajów Sił Zbrojnych (2022–2023), zastępca dowódcy 2 Korpusu Polskiego - Dowództwa Komponentu Lądowego (2023–2024). 21 listopada 2024 przejął dowództwo Wielonarodowego Korpusu Północno-Wschodniego w Szczecinie.

## Życiorys

### Dzieciństwo, młodość
Dariusz Parylak to rodowity szczecinianin od 1967. Dzieciństwo i młodość spędził w Szczecinie, gdzie ukończył Szkołę Podstawową nr 5 im. H. Sienkiewicza przy ulicy Błogosławionej Królowej Jadwigi 29. W latach 1981–1986 kontynuował naukę w Technikum Mechanicznym o specjalności konstrukcje stalowe w Zespole Szkół Mechanicznych nr 1 im. prof. Henryka Mierzejewskiego przy ulicy Hożej 6.

### Wykształcenie
Absolwent Wyższej Szkoły Oficerskiej Wojsk Pancernych w Poznaniu (1990). Następnie ukończył: studia w Akademii Obrony Narodowej (1998), kurs języka angielskiego na poziomie 3 (1999), specjalistyczny kurs językowy w Defense Language Institute przy Lackland Air Force Base w San Antonio w Stanach Zjednoczonych (2000), zaawansowany kurs oficerów wojsk pancernych w U.S. Army Armor Center w Fort Knox w Stanach Zjednoczonych (2001), studia magisterskie uzupełniające na wydziale ekonomii i administracji Zachodniopomorskiej Szkoły Biznesu w Szczecinie (2007), podyplomowe studium operacyjno-strategiczne w Akademii Obrony Narodowej (2008), studia podyplomowe studium polityki obrony w United States Army War College w Carlisle w stanie Pensylwania w Stanach Zjednoczonych (2013), studia doktoranckie na wydziale bezpieczeństwa narodowego w Akademii Obrony Narodowej (2016).

### Kariera wojskowa
Służbę wojskową rozpoczął w 1990 jako dowódca plutonu czołgów w 5 pułku zmechanizowanym 12 Dywizji Zmechanizowanej, od roku 1993 był na stanowisku dowódcy kompanii czołgów 2 batalionu czołgów, tego samego pułku. W latach 1995–1996 pełnił funkcję dowódcy kompanii czołgów 2 batalionu czołgów w 12 Brygadzie Zmechanizowanej. W roku 1998, po ukończeniu studiów  w Akademii Obrony Narodowej, został wyznaczony na stanowisko dowódcy batalionu czołgów 12 Brygady Zmechanizowanej. Od 2001 do 2002 był szefem sekcji operacyjnej (S-3) sztabu 12 Brygady Zmechanizowanej, następnie rozpoczął służbę w 6 Brygadzie Kawalerii Pancernej, gdzie do roku 2004 piastował funkcję dowódcy 14 batalionu Ułanów Jazłowieckich. W latach 2004–2007 był szefem szkolenia 36 Brygady Zmechanizowanej. Od 6 lutego do 18 lipca 2006 był w ramach VI zmiany Polskiego Kontyngentu Wojskowego w Iraku, na stanowisku zastępcy szefa grupy – szef zespołu doradczo szkoleniowego grupy ds. szkolenia Irackich Sił Bezpieczeństwa. W 2008 roku pełnił służbę w Dowództwie Wojsk Lądowych, jako szef wydziału planowania i struktur organizacyjnych w oddziale organizacyjnym.
Od 30 października 2008 do maja 2009 roku był na stanowisku szefa zespołu – starszy oficer łącznikowy Zespołu Oficerów Łącznikowych w Polskim Kontyngencie Wojskowym w Afganistanie. Po zakończeniu misji został wyznaczony na stanowisko szefa oddziału analiz i opracowań w zarządzie planowania Dowództwa Wojsk Lądowych (G-5). W 2011 został odznaczony srebrnym medalem „Za Długoletnią Służbę”. Po ukończeniu studiów podyplomowych w Stanach Zjednoczonych objął w 2013 stanowisko zastępcy szefa zarządu planowania (G-5) w Dowództwie Wojsk Lądowych, następnie w 2014 został szefem szkolenia 12 Dywizji Zmechanizowanej. Od listopada 2016 pełnił obowiązki dowódcy 10 Brygady Kawalerii Pancernej w Świętoszowie. 11 listopada 2017 został odznaczony przez Prezydenta Rzeczypospolitej Polskiej Srebrnym Krzyżem Zasługi.
1 marca 2018 został awansowany na stopień generała brygady. Akt mianowania odebrał z rąk prezydenta Rzeczypospolitej Polskiej Andrzeja Dudy w trakcie obchodów Narodowego Dnia Pamięci „Żołnierzy Wyklętych”. W sierpniu 2018 został wyznaczony na stanowisko zastępcy dowódcy dywizji – szefa sztabu dywizji w 11 Lubuskiej Dywizji Kawalerii Pancernej. 19 marca 2020 został desygnowany na stanowisko dowódcy 11 Lubuskiej Dywizji Kawalerii Pancernej w Żaganiu. 15 sierpnia 2020 prezydent RP Andrzej Duda mianował go na stopień generała dywizji. 1 października 2020 został wyznaczony na stanowisko dowódcy 12 Dywizji Zmechanizowanej. 23 września 2022 został wyznaczony na stanowisko szefa sztabu Dowództwa Generalnego Rodzajów Sił Zbrojnych z dniem 1 października 2022. Z dniem 11 września 2023 minister obrony narodowej Mariusz Błaszczak wyznaczył go na zastępcę dowódcy 2 Korpusu Polskiego - Dowództwa Komponentu Lądowego. Z dniem 21 listopada 2024 został dowódcą Wielonarodowego Korpusu Północno-Wschodniego w Szczecinie.
Interesuje się problematyką związaną z bezpieczeństwem, fotografią, a jego pasją jest nurkowanie. Ma żonę Iwonę i dwie córki: Magdalenę i Agatę.

## Awanse
- podporucznik – 1990
- porucznik – 1993
- kapitan – 1997
- major – 2002
- podpułkownik – 2003
- pułkownik – 2010
- generał brygady – 1 marca 2018[5]

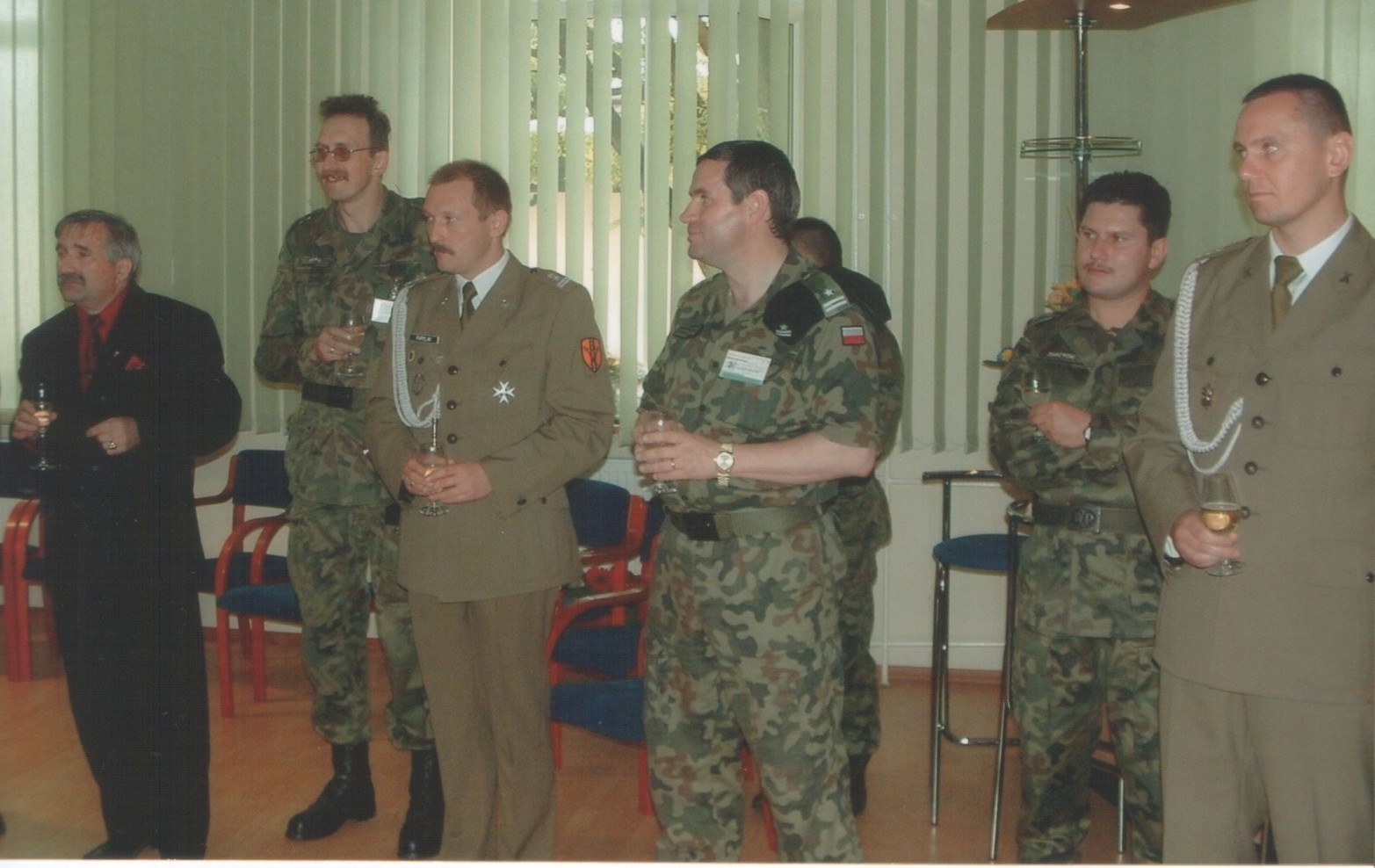
ppłk dypl. Dariusz Parylak (2004)

- generał dywizji – 14 sierpnia 2020[17]
- generał broni – 10 listopada 2024[18]

## Ordery i odznaczenia
- Złoty Krzyż Zasługi – 2025[19]
- Srebrny Krzyż Zasługi – 2017[20]
- Srebrny Medal za Długoletnią Służbę – 2011

- Gwiazda Afganistanu – 2009
- Gwiazda Iraku – 2011

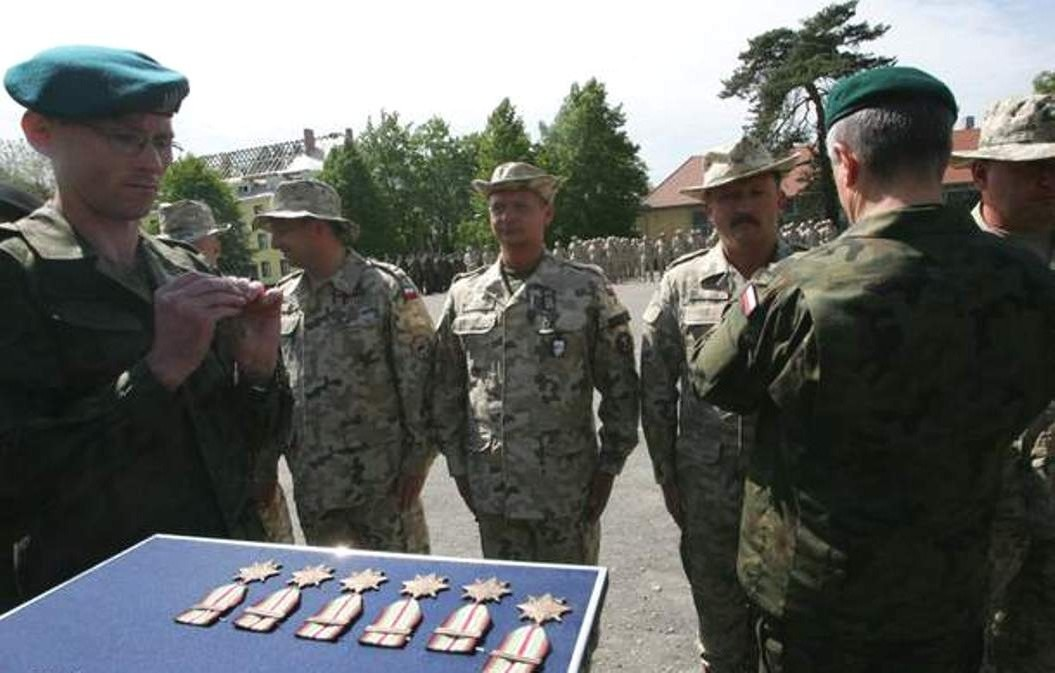
Drugi z prawej ppłk Dariusz Parylak

- Złoty Medal „Za zasługi dla obronności kraju” – 2014
- Srebrny Medal „Za zasługi dla obronności kraju” – 2007
- Brązowy Medal „Za zasługi dla obronności kraju” – 2003
- Złoty Medal „Siły Zbrojne w Służbie Ojczyzny” – 2015
- Brązowy Medal „Siły Zbrojne w Służbie Ojczyzny” – 2006
- Srebrny Krzyż Honorowy Związku Piłsudczyków RP – 2016
- Army Commendation Medal – 2008
- Medal Pamiątkowy Wielonarodowej Dywizji Centrum-Południe w Iraku
- Medal NATO za misję ISAF

## Wyróżnienia
- Złota Odznaka „Za Udział w Akcjach Bojowych”
- Odznaka pamiątkowa MNC-NE – 2024 (ex officio)
- Odznaka pamiątkowa 11 Lubuskiej Dywizji Kawalerii Pancernej – 2019
- Odznaka pamiątkowa 10 Brygady Kawalerii Pancernej – 2018
- Odznaka „Za Zasługi dla ZKRPiBWP” – 2017
- Odznaka pamiątkowa 10 Brygady Kawalerii Pancernej – 2017

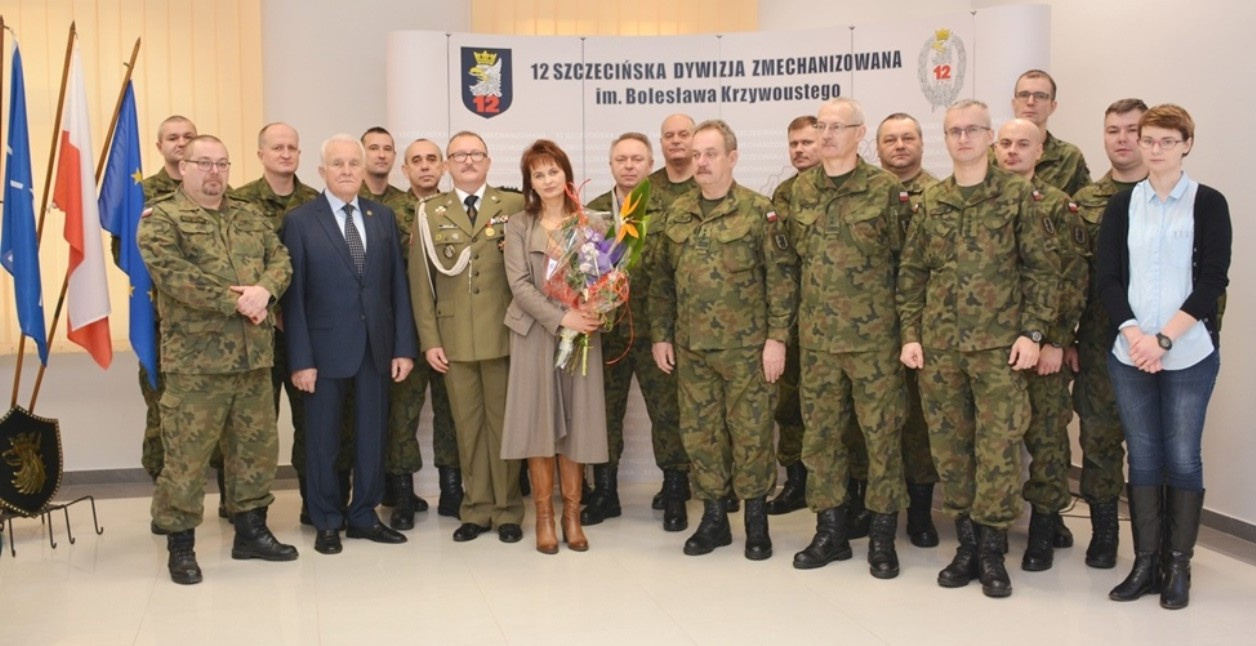
płk dypl. Dariusz Parylak (2016)

- Honorowa Odznaka Organizacyjna „Za Zasługi dla Związku Piłsudczyków RP” – 2016
- Odznaka pamiątkowa 12 Dywizji Zmechanizowanej – 2016
- Odznaka pamiątkowa Dowództwa Wojsk Lądowych – 2014
- Odznaka absolwenta podyplomowego studium operacyjno – strategicznego AON – 2008
- Odznaka pamiątkowa 36 Brygady Zmechanizowanej – 2007
- Odznaka pamiątkowa 6 Brygady Pancernej – 2004
- Odznaka pamiątkowa 14 Batalionu Ułanów Jazłowieckich – 2003
- Wyróżnienie szablą ułańską, nadane przez dowódcę 6BKPanc. – 2002
- Odznaka pamiątkowa 12 BZ – 2001
- Odznaka absolwenta AON – 1998
- Odznaka brązowa Wzorowy Dowódca – 1990
- Złota Wojskowa Odznaka Sprawności Fizycznej – 1989